# Valli di Comacchio
Le Valli di Comacchio sono una vasta zona umida protetta situata in Emilia-Romagna, tra le province di Ravenna e Ferrara, a sud del Delta del Po e a nord della riviera romagnola, costituendo una delle aree umide più estese d'Italia. Formate da 4 valli: Lido di Magnavacca, Fossa di Porto, Valle Campo e Fattibello (a nord si trova, separata da una striscia di terra, la più piccola Valle Bertuzzi), si estendono geograficamente da Comacchio al fiume Reno. L'estensione venne ridotta nel corso del tempo a causa delle varie bonifiche effettuate (in realtà si trattò di prosciugamenti in quanto le acque non erano malsane), fino a comprendere i confini odierni.

## Storia

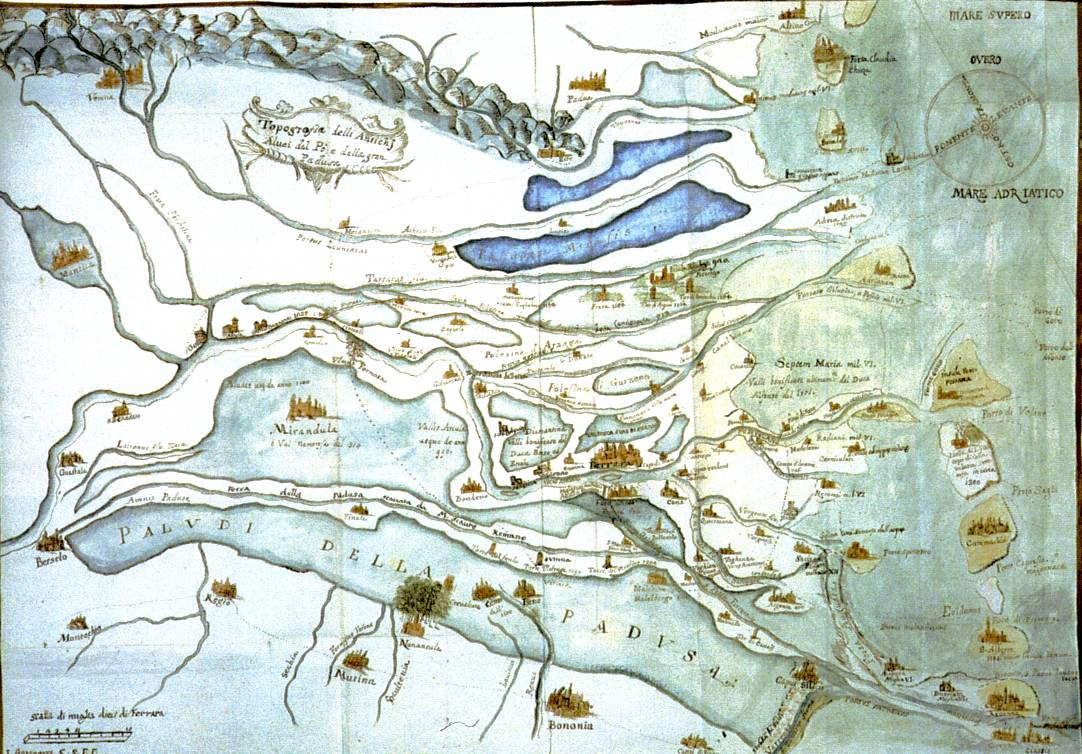
Le Valli di Comacchio nel 1570

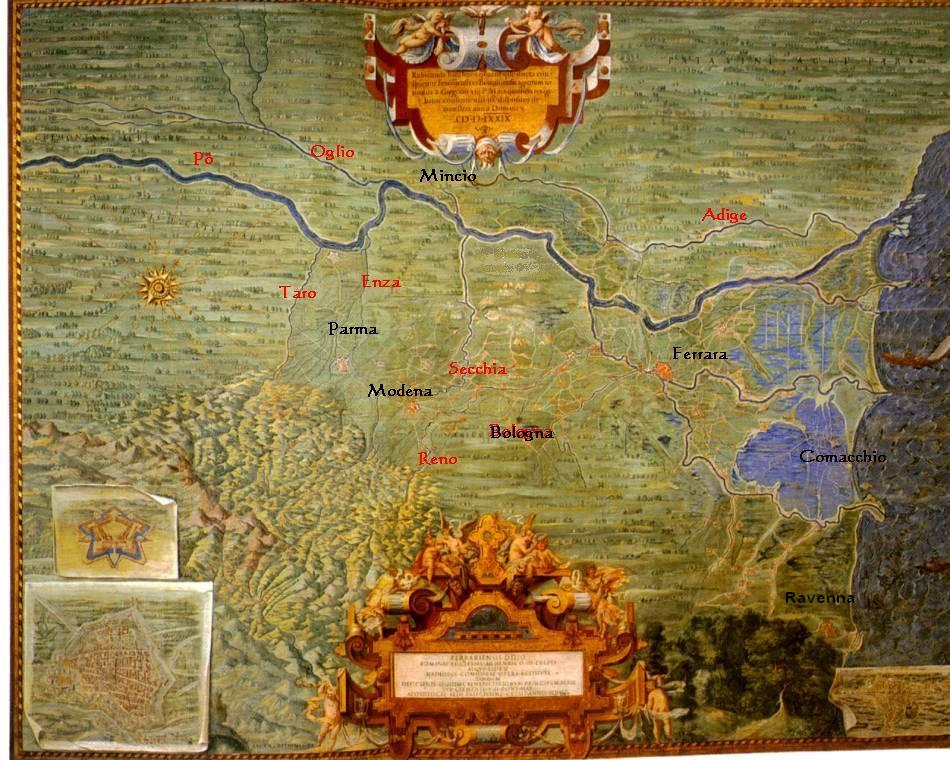
Le Valli di Comacchio nel 1585, Galleria delle carte geografiche, Musei Vaticani, Roma

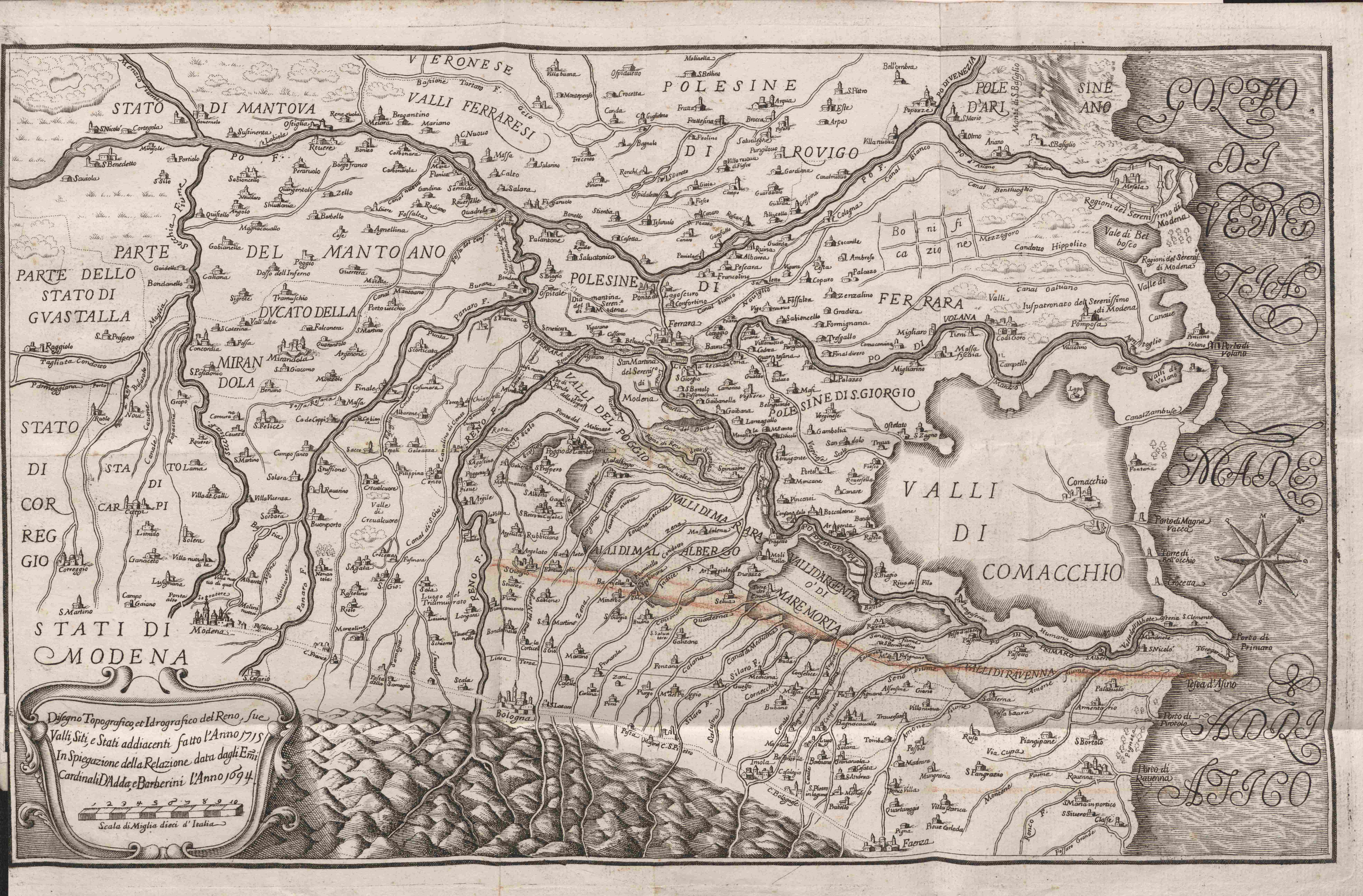
Le Valli di Comacchio nel 1732

Le Valli di Comacchio nacquero intorno al X secolo a causa dell'abbassamento del suolo (subsidenza) e dell'impaludamento naturale della zona costiera al confine tra Emilia e Romagna. Inizialmente le Valli erano riempite di acqua dolce, che proveniva dai ricorrenti allagamenti e straripamenti dei fiumi vicini. A partire dal XVI secolo vennero infiltrate progressivamente dall'acqua marina dell'Adriatico e questo fenomeno comportò la loro trasformazione, che permane tuttora, in valli salmastre.
Le Valli si formarono durante l'Alto Medioevo per paludizzazione progressiva dei territori che si trovavano tra i due rami allora principali del Delta del Po: il Po di Volano a nord (presso Ferrara) e il Po di Primaro a sud (presso Argenta, cui affluiva anche il Reno). Probabilmente fu in questi luoghi che Dante Alighieri contrasse la malaria durante un viaggio da Ravenna a Venezia e ritorno. Il disalveamento graduale del fiume Reno, sbarrato dai suoi stessi detriti, creò una vasta area paludosa anche a sud del Po di Primaro (la Valle Padusa). Al contempo, una serie di alluvioni non governate (a partire dalla rotta di Ficarolo del 1152) così come il sisma del 1570 e il Taglio di Porto Viro del 1604, spostarono il corso principale del Po verso nord, nel suo alveo attuale, diminuendo la portata d'acqua del Po di Volano e del Po di Primaro e impedendo quindi il progressivo interramento detritico delle attuali Valli di Comacchio. 
L'area del delta storico ferrarese fu sottoposta dal 22 dicembre 1605 al controllo e all'operato del Consortium di San Giorgio, un ente pubblico che ne bonificò progressivamente il territorio. Attraverso drenaggi e accordi di intervento successivi, la suddivisione oggetto di risanamento fu estesa a circa 120.000 ettari compresi tra il fiume Po di Volano a nord, il mare Adriatico a est, il fiume Reno ed il Po di Primaro a sud e ancora il Po a ovest.
Contrariamente alla parte settentrionale della provincia ferrarese, le terre che formavano un'unica grande depressione in corrispondenza del territorio di Polesine di San Giorgio (oggi frazione Marrara) non si prestavano ad un agevole drenaggio. Una più efficace gestione idraulica per queste zone arriverà in seguito con il convogliamento delle acque effluenti dai terreni più elevati nel letto delle grandi linee idrauliche di bonifica che percorrevano l'area (Fosse di Porto, dei Masi, di Voghenza), fino allo sbocco finale costituito dalle paludi di Comacchio.

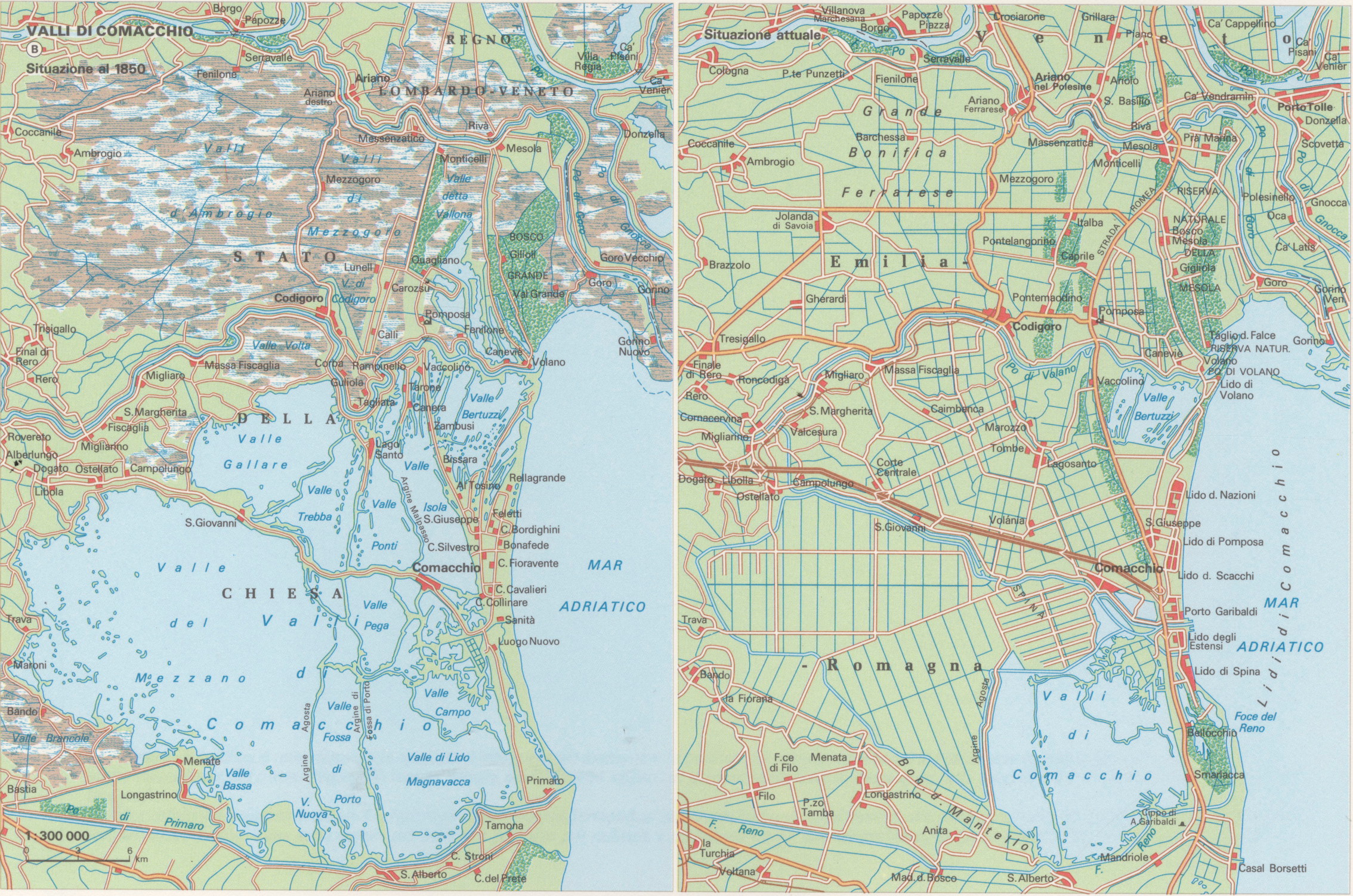
Le valli di Comacchio nel 1850 e nel 1990

L'attuale conformazione è il frutto di un lavoro di sistemazione idraulica e di bonifica della vastissima area paludosa delle valli emiliane e romagnole. Questo grandissimo sforzo si è sviluppato nei secoli, attraverso discussioni e contese fra le città di Bologna e Ferrara che hanno coinvolto i principali idraulici italiani. La cosiddetta “Questione del Reno” è storicamente considerata come l'evento che ha fatto nascere la scuola idraulica italiana, poiché ha visto i maggiori interpreti della scienza idraulica in Italia prendere posizione a favore di una delle due città contendenti. La questione si è prolungata fino agli inizi dell'Ottocento, quando l'ingegnere di fiducia di Napoleone, Gaspard Marie Riche De Prony, decide di collegare il Reno al Po Grande tramite il Cavo Benedettino. Oggi le Valli di Comacchio sono gestite secondo moderni criteri atti alla loro protezione e conservazione, anche se l'antropizzazione dei fiumi contigui e i cambiamenti climatici ne stanno decretando una sempre maggiore salinizzazione.
In questa zona è ambientato il romanzo di Renata Viganò L'Agnese va a morire. A Comacchio e dintorni sono stati girati inoltre i film La donna del fiume con Sophia Loren, l'horror gotico La casa dalle finestre che ridono di Pupi Avati e Bambola con Valeria Marini.

## Territorio

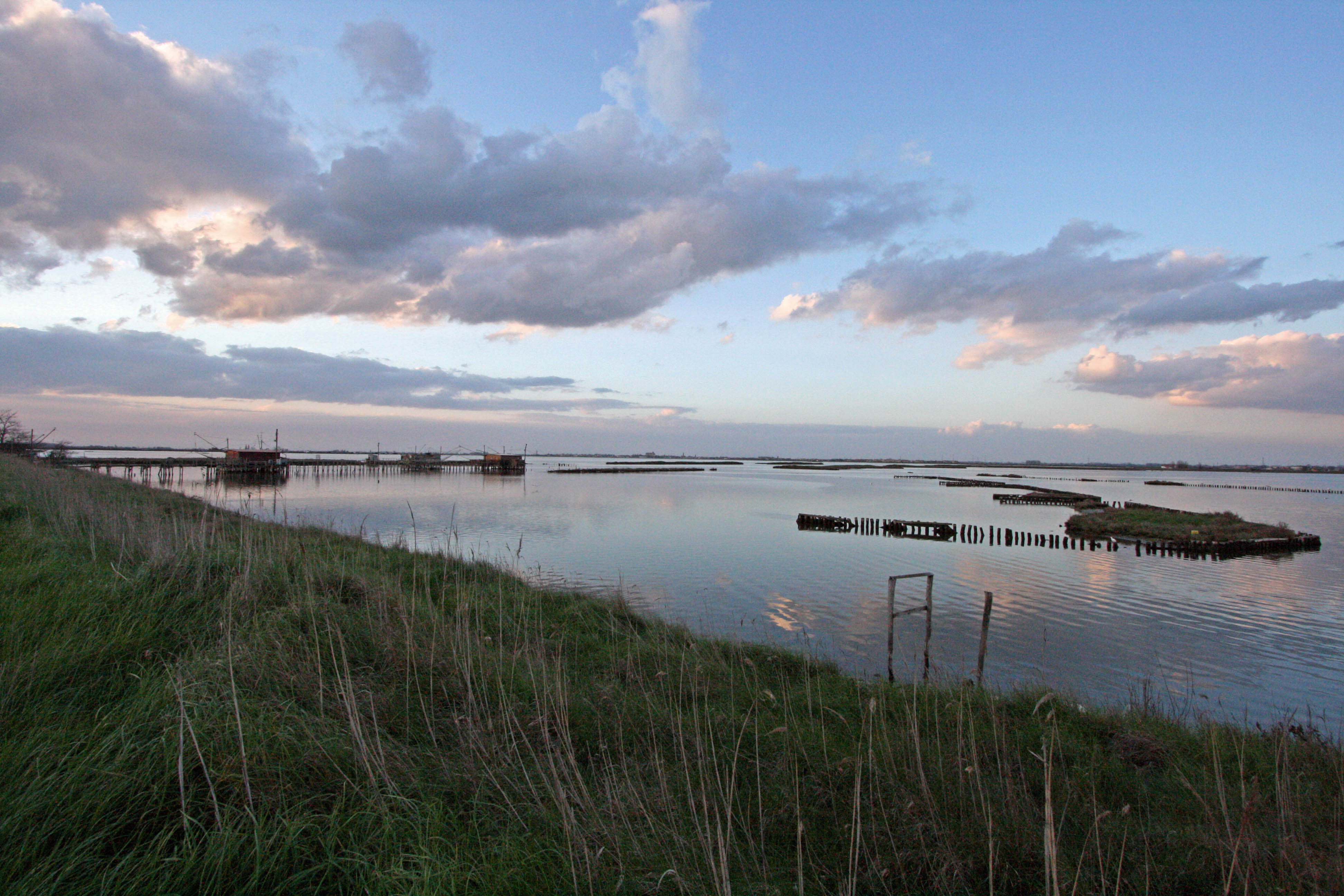
Valle Fattibello

Il territorio delle Valli di Comacchio rientra interamente nel bacino idrografico del Po e si estende per 167,81 km² nell'area lagunare compresa tra la città di Comacchio e il fiume Reno che ne costituisce l'unico apporto di acqua dolce. Il bacino delle Valli di Comacchio è ricoperto per circa i tre quarti da acqua salmastra ed è formato da numerosi sottobacini detti "valli" raggruppabili in otto aree: Valle Fattibello, Valle Spavola, Valle Capre, Valle Zavelea, Valle Molino, Valle Campo, il gruppo di Valle Fossa di Porto, Valle Lido Magnavacca e Valle Cona e infine le Valli Meridionali.

## Ambiente

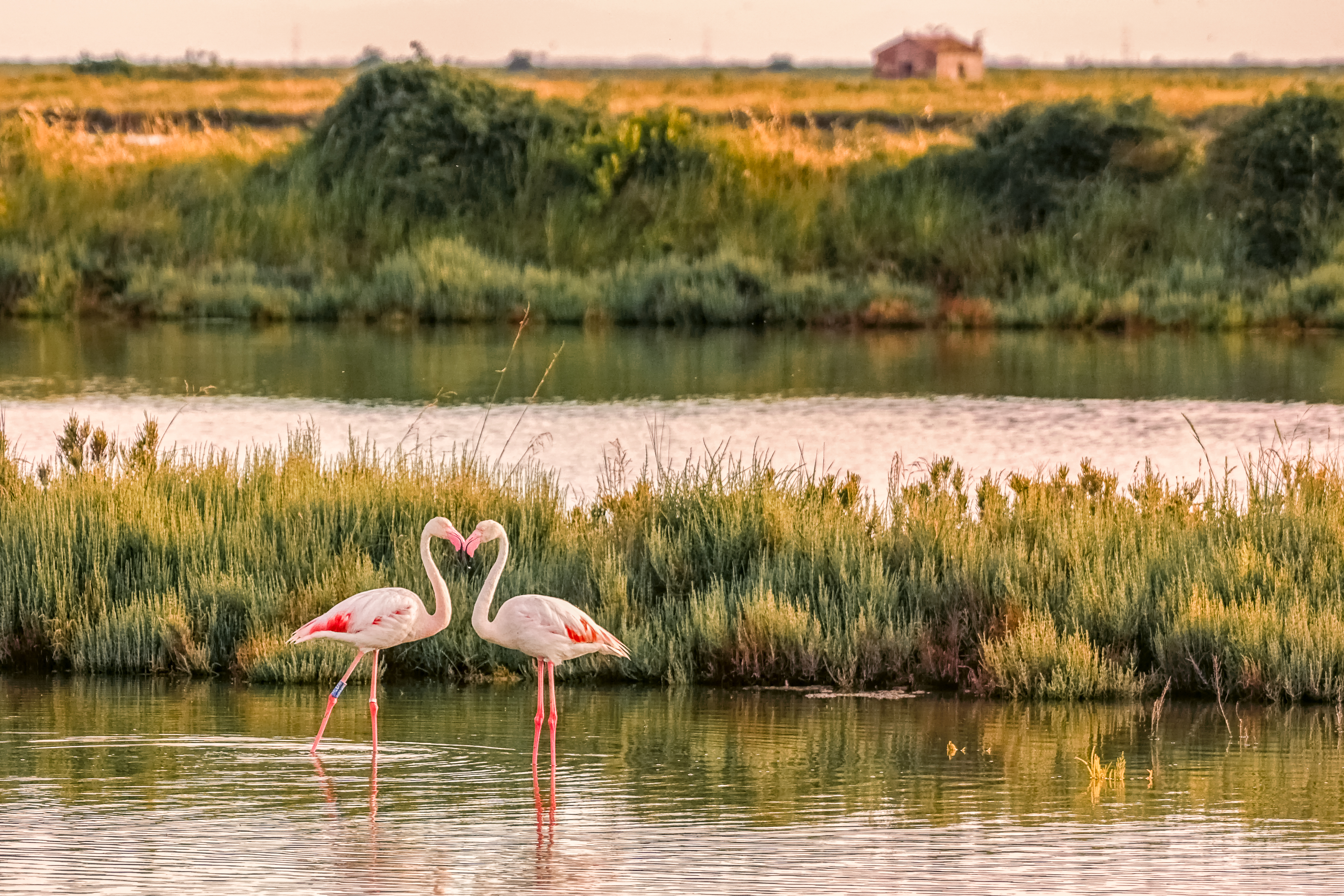
Fenicotteri rosa di fronte a una barena ricoperta di salicornia

Classificata come sito di interesse comunitario e zona di protezione speciale all'interno del Parco regionale del Delta del Po dell'Emilia-Romagna, di cui è parte integrante, oggi riveste una notevole importanza biologica e conservazionistica grazie all'elevato numero di specie rare e minacciate che qui si riproducono, in particolar modo l'avifauna tra cui spicca il fenicottero rosa (Phoenicopterus roseus).

### Flora
La quercia, l'olmo campestre, il pino domestico, la canna palustre e la tamerice sono alcune delle piante più diffuse nelle Valli. Uno dei fiori più comuni è il limonio. In questa zona dell'Emilia-Romagna si trovano inoltre numerose pinete costiere e le più importanti sono quelle vicine di Cervia e Ravenna, oltre che il Bosco della Mesola.

### Fauna
Le valli ospitano la più grande varietà di avifauna d'Italia: sono presenti infatti più di 300 specie di uccelli come i fenicotteri, il cavaliere d'Italia, la garzetta, l'airone cenerino e il martin pescatore. Inoltre vi sono pesci come orate, anguille, branzini, cefali, passere e molti mammiferi come volpi, nutrie e lontre.

## Pesca

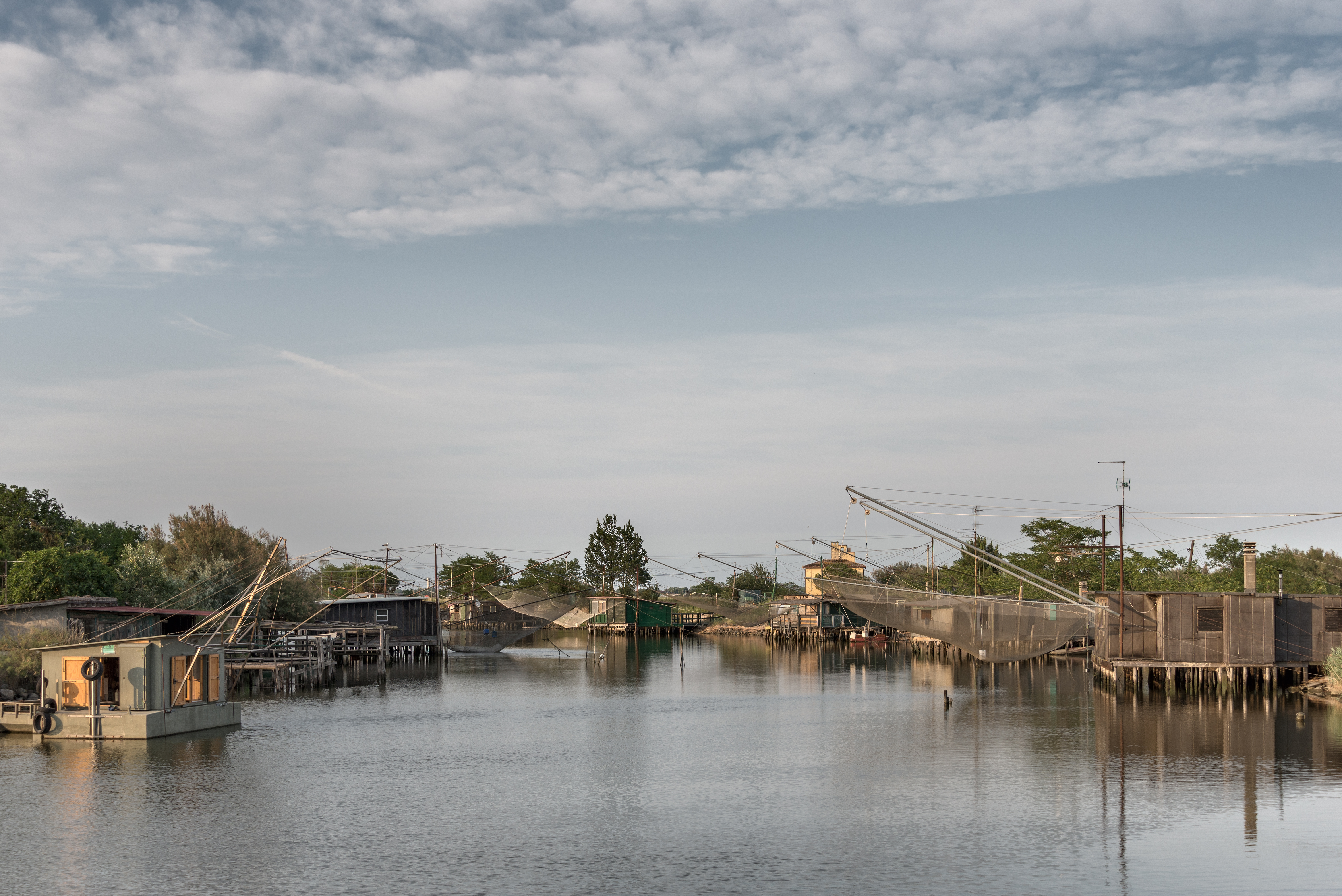
I bilancioni di Valle Fattibello

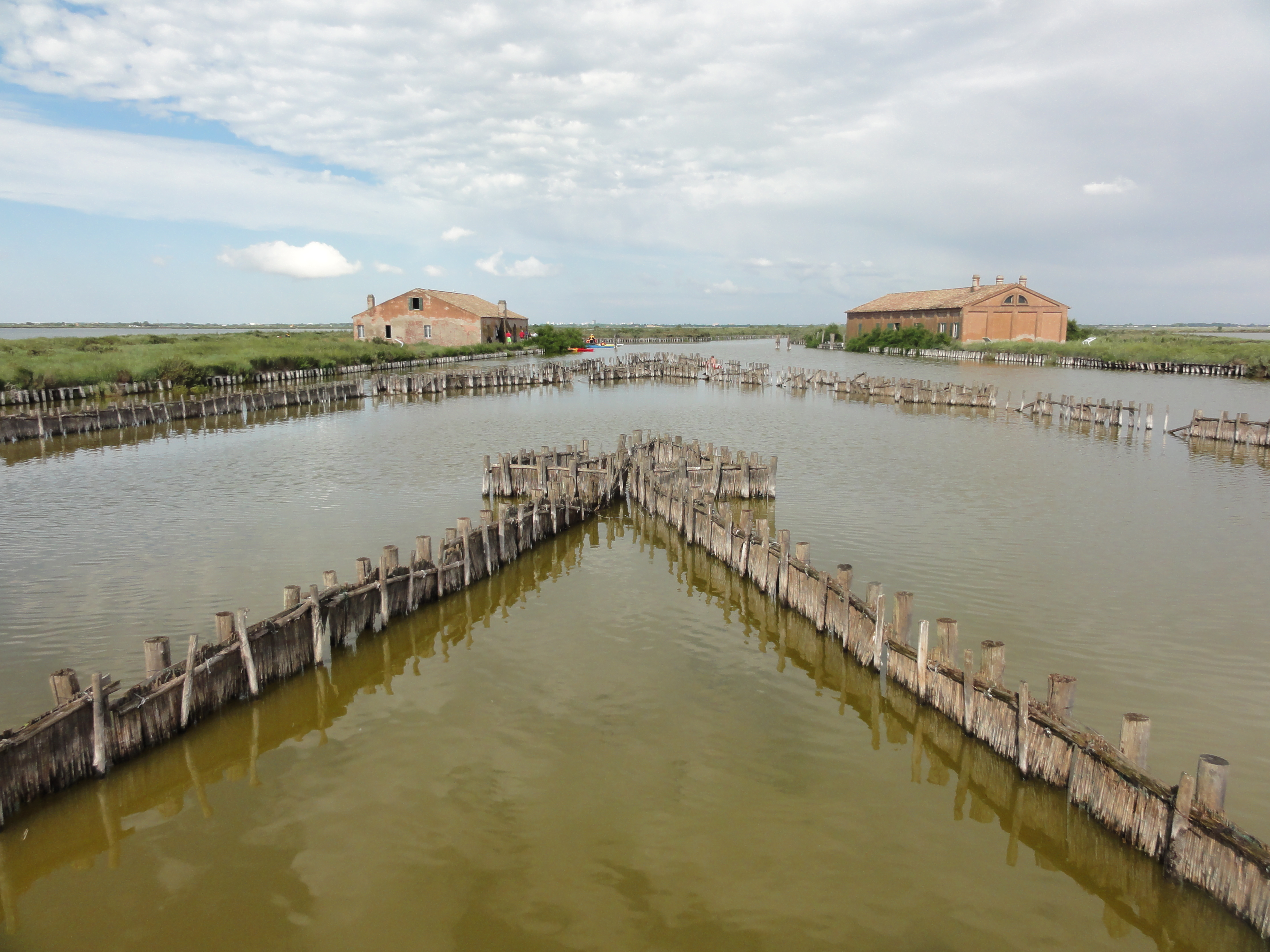
Il lavoriero affiancato dai casoni destinati alla pesca dell'anguilla

La maggiore attività economica delle Valli di Comacchio è costituita dalla pesca e in particolare dalla vallicultura, un antico sistema di allevamento del pesce che sfrutta le migrazioni di massa all’uscita dei bacini interni. La pesca professionale nelle Valli di Comacchio avviene principalmente tramite l'utilizzo del cogollo, un insieme di reti che impedisce ai pesci di tornare indietro, o del lavoriero, un complesso sistema di bacini triangolari tra loro comunicanti che consentono la cattura del pesce in entrata e in uscita dalle valli.

### Anguilla
La specie di maggior interesse culturale e allevata in vallicultura è l'anguilla (Anguilla anguilla) che a Comacchio viene venduta fresca, marinata o sotto sale. Le anguille nascono nel Mar dei Sargassi e da qui migrano verso l'Europa attraversando l'Oceano Atlantico dove rimangono per circa dieci anni per poi tornare indietro.

## Punti di interesse

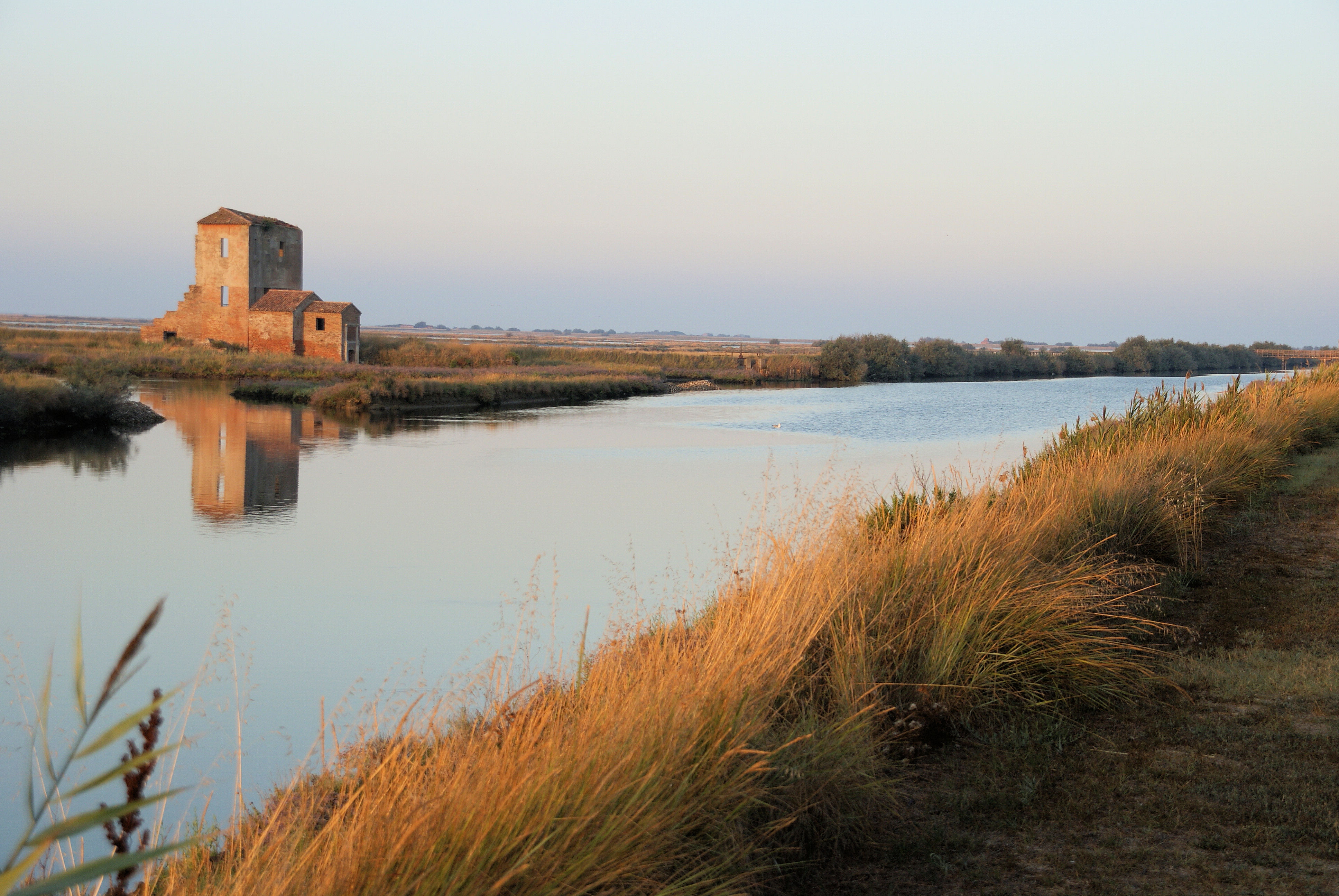
La salina di Comacchio

Nelle Valli di Comacchio è molto praticata la pesca e troviamo ancora oggi numerosi accampamenti costruiti proprio per questo scopo. Famosa è anche la vecchia Salina, oggi abbandonata, dove veniva anticamente prodotto il sale. Tipici della zona sono i cosiddetti "Casoni da pesca", capanne fatte di pali, paglia e canne palustri. Tali strutture fungevano sia come stazioni per l'attività ittica sia come punti d'appostamento per la sorveglianza contro i prelievi illeciti.
Uno strumento tipico dei pescatori era il lavoriero, manufatto composto da bacini comunicanti per la pesca delle anguille.